# TSV Havelse
TSV Havelse is een sportvereniging uit Garbsen in de Duitse deelstaat Nedersaksen (regio Hannover). De vereniging is vooral bekend als voetbalclub, en werd opgericht in 1912. De promotie naar de 2. Bundesliga in 1990 bleek een te grote horde voor de club. Binnen enkele weken moest het stadion uitgebreid worden. Het aantrekken van betere spelers kon Havelse zich financieel niet veroorloven en de meeste spelers bleven dan ook gewoon hun hoofdberoep uitoefenen. Daar kwam nog eens bij dat er binnen de club onrust ontstond omdat Hannover 96 zich wekenlang inspande om succes-trainer Volker Finke van Havelse los te weken. Weliswaar konden de eerste drie thuiswedstrijden gewonnen worden maar mede als gevolg van een zware blessure van spelmaker Lars-Peter Beike verzeilde de club al snel in de staart van de ranglijst. Aan het einde van het seizoen 1990/91 was de 17e en voorlaatste plaats hun deel en degradeerde de club weer naar de Oberliga (III).
In 2010 promoveerde de club naar de Regionalliga Nord. De club eindigde op een degradatieplaats maar door uitbreiding van 18 naar 19 clubs mocht men toch in de Regionalliga blijven, waarin de club tot 2021 uitkwam. In het, vanwege de coronapandemie, afgebroken seizoen 2020/21 eindigde de club als 2e achter Werder Bremen II in de Regionalliga Nord en verdiende daarmee een promotie play-off tegen het Beierse 1. FC Schweinfurt 05. Na de 1-0 uitzege won de club ook thuis met 1-0 en promoveerde daardoor voor het eerst in haar bestaan naar de 3. Liga maar degradeerde na één seizoen weer.

## Eindklasseringen vanaf 1953
| Seizoen | Competitie                         | Niveau | Eindstand | DFB Pokal | Opmerking |
| ------- | ---------------------------------- | ------ | --------- | --------- | --- |
| 1952/53 | Bezirksliga Hannover               | IV     | 1         | --        | promotieplay-off > SpVg Laatzen: 5-4                                                                                 |
| 1953/54 | Amateurliga Niedersachsen-3        | III    | 1         | --        | |
| 1954/55 | Amateuroberliga Niedersachsen-West | II     | 2         | --        | |
| 1955/56 | Amateuroberliga Niedersachsen-West | II     | 5         | --        | degradatie i.v.m. het overtreden van het amateurstatuut                                                              |
| 1956/57 | Amateurliga Niedersachsen-3        | III    | 3         | --        | |
| 1957/58 | Amateurliga Niedersachsen-3        | III    | 2         | --        | |
| 1958/59 | Amateurliga Niedersachsen-3        | III    | 7         | --        | |
| 1959/60 | Amateurliga Niedersachsen-3        | III    | 2         | --        | |
| 1960/61 | Amateurliga Niedersachsen-3        | III    | 11        | --        | |
| 1961/62 | Amateurliga Niedersachsen-3        | III    | 13        | --        | |
| 1962/63 | Amateurliga Niedersachsen-3        | III    | 12        | --        | |
| 1963/64 | Amateurliga Niedersachsen-3        | IV     | 7         | --        | Invoering Bundesliga                                                                                                 |
| 1964/65 | Bezirksliga-3                      | V      | 5         | --        | |
| 1965/66 | Bezirksliga-3                      | V      | 14        | --        | |
| 1966/67 | Bezirksliga-3                      | V      | 13        | --        | |
| 1967/68 | Bezirksliga-3                      | V      | 11        | --        | |
| 1968/69 | Bezirksliga-3                      | V      | 5         | --        | |
| 1969/70 | Bezirksliga-3                      | V      | 5         | --        | |
| 1970/71 | Bezirksliga-3                      | V      | 5         | --        | |
| 1971/72 | Bezirksliga-3                      | V      | 2         | --        | |
| 1972/73 | Bezirksliga-3                      | V      | 5         | --        | |
| 1973/74 | Bezirksliga-3                      | V      | 8         | --        | Invoering 2. Bundesliga                                                                                              |
| 1974/75 | Bezirksliga-3                      | VI     | 6         | --        | |
| 1975/76 | Bezirksliga-3                      | VI     | 1         | --        | |
| 1976/77 | Verbandsliga Niedersachsen-Süd     | V      | 5         | --        | |
| 1977/78 | Verbandsliga Niedersachsen-Süd     | V      | 2         | --        | |
| 1978/79 | Verbandsliga Niedersachsen-Süd     | V      | 2         | --        | |
| 1979/80 | Landesliga West                    | V      | 1         | --        | |
| 1980/81 | Verbandsliga Niedersachsen         | IV     | 3         | --        | 1e in promotieserie groep A met SC Urania Hamburg, TuS Celle en Eutin 08.                                            |
| 1981/82 | Oberliga Nord                      | III    | 10        | --        | |
| 1982/83 | Oberliga Nord                      | III    | 6         | --        | |
| 1983/84 | Oberliga Nord                      | III    | 4         | --        | |
| 1984/85 | Oberliga Nord                      | III    | 15        | 1e ronde  | < VfL Bochum: 2-2 / 0-4                                                                                              |
| 1985/86 | Oberliga Nord                      | III    | 16        | --        | |
| 1986/87 | Oberliga Nord                      | III    | 7         | --        | |
| 1987/88 | Oberliga Nord                      | III    | 9         | --        | |
| 1988/89 | Oberliga Nord                      | III    | 1         | --        | Ligatopscorer: Uwe Puppel (25); 5e in promotieserie groep Noord (promotie MSV Duisburg en SC Preußen Münster).       |
| 1989/90 | Oberliga Nord                      | III    | 2         | --        | 2e in promotieserie groep Noord. Promotie met VfB Oldenburg; Ligatopscorer: Bernd Bodnariuk (22)                     |
| 1990/91 | 2. Bundesliga                      | II     | 19        | --        | |
| 1991/92 | Oberliga Nord                      | III    | 3         | 3e ronde  | < SC 08 Bamberg: 0-4; 3e in promotiegroep 1 met SC Fortuna Köln en TSV 1860 München                                  |
| 1992/93 | Oberliga Nord                      | III    | 16        | --        | |
| 1993/94 | Verbandsliga Niedersachsen         | IV     | 4         | 2e ronde  | < Karlsruher SC: 0-3                                                                                                 |
| 1994/95 | Oberliga Nord Niedersachsen/Bremen | IV     | 3         | --        | |
| 1995/96 | Oberliga Nord Niedersachsen/Bremen | IV     | 6         | --        | |
| 1996/97 | Oberliga Nord Niedersachsen/Bremen | IV     | 10        | --        | |
| 1997/98 | Oberliga Nord Niedersachsen/Bremen | IV     | 4         | --        | |
| 1998/99 | Oberliga Nord Niedersachsen/Bremen | IV     | 5         | --        | |
| 1999/00 | Oberliga Nord Niedersachsen/Bremen | IV     | 4         | --        | |
| 2000/01 | Oberliga Nord Niedersachsen/Bremen | IV     | 15        | --        | |
| 2001/02 | Niedersachsenliga-West             | V      | 14        | --        | |
| 2002/03 | Landesliga Hannover                | VI     | 6         | --        | |
| 2003/04 | Landesliga Hannover                | VI     | 5         | --        | |
| 2004/05 | Landesliga Hannover                | VI     | 2         | --        | |
| 2005/06 | Niedersachsenliga-West             | V      | 3         | --        | |
| 2006/07 | Niedersachsenliga-West             | V      | 4         | --        | |
| 2007/08 | Niedersachsenliga-West             | V      | 4         | 1e ronde  | < TuS Koblenz: 0-3                                                                                                   |
| 2008/09 | Oberliga Niedersachsen-West        | V      | 3         | --        | |
| 2009/10 | Oberliga Niedersachsen-West        | V      | 1         | --        | |
| 2010/11 | Regionalliga Nord                  | IV     | 15        | --        | |
| 2011/12 | Regionalliga Nord                  | IV     | 5         | --        | winnaar Niedersachsenpokal > SV Wilhelmshaven: 2-1                                                                   |
| 2012/13 | Regionalliga Nord                  | IV     | 2         | 2e ronde  | < VfL Bochum: 1-3 |
| 2013/14 | Regionalliga Nord                  | IV     | 7         | --        | |
| 2014/15 | Regionalliga Nord                  | IV     | 4         | --        | beste verdediging van de liga (35 tegendoelpunten)                                                                   |
| 2015/16 | Regionalliga Nord                  | IV     | 6         | --        | |
| 2016/17 | Regionalliga Nord                  | IV     | 6         | --        | |
| 2017/18 | Regionalliga Nord                  | IV     | 11        | --        | |
| 2018/19 | Regionalliga Nord                  | IV     | 10        | --        | |
| 2019/20 | Regionalliga Nord                  | IV     | 9         | --        | winnaar Niedersachsenpokal > BSV Schwarz-Weiß Rehden: 4-1; competitie afgebroken i.v.m. coronapandemie               |
| 2020/21 | Regionalliga Nord                  | IV     | 2         | 1e ronde  | < 1. FSV Mainz 05: 1-5 uit; comp. afgebr. i.v.m. coronapandemie; promotie play-off > 1. FC Schweinfurt 05: 1-0 / 1-0 |
| 2021/22 | 3. Liga                            | III    | 19        | --        | |
| 2022/23 | Regionalliga Nord                  | IV     | 6         | --        | |
| 2023/24 | Regionalliga Nord                  | IV     | 8         | --        | |
| 2024/25 | Regionalliga Nord                  | IV     | 1         | --        | promotie play-off > 1. FC Lokomotive Leipzig: 1-1 (U) / 3-0 (T)                                                      |
| 2025/26 | 3. Liga                            | III    | .         | --        | |